# Мадс Хамберг Андерсен
Мадс Хамберг Андерсен (3. август 1983) дански је фудбалер чија је примарна позиција голман.
Тренутно наступа за ФК Хелсингер.